# 亞德金科利奇鎮區 (北卡羅萊納州戴維森縣)
亞德金科利奇鎮區（英語：Yadkin College Township）是位於美國北卡羅萊納州戴維森縣的一個鎮區。

## 地方資料
亞德金科利奇鎮區的面積為12.95平方千米，皆為陸地。根據2020年美國人口普查的數據，當地共有人口594人，而人口密度為每平方千米45.87人。